# O Marajá
O Marajá seria uma telenovela brasileira produzida pela Rede Manchete que estrearia em 26 de julho de 1993. Escrita por José Louzeiro e Regina Braga, com colaboração de Alexandre Lydia e Eloy Santos, sob direção geral de Marcos Schechtman. No dia da estreia foi censurada e impedida de ir ao ar pela justiça em decorrência de uma ação movida por Fernando Collor por ser inspirada em sua gestão como presidente.
Contaria com Júlia Lemmertz, Alexandre Borges, Antônio Petrin, Lúcia Alves, Rubens Corrêa, Jussara Freire, Rogério Fróes e Hélcio Magalhães nos papéis principais.

## Produção
O Marajá era uma aposta pessoal de Adolpho Bloch, que retornou o controle da Rede Manchete em abril de 1993 um ano após vende- la ao Grupo IBF e encontrou a emissora sem qualquer dramarurgia no ar desde o fim de Amazônia em junho de 1992 durante sua primeira gestão – o empresário considerava as telenovelas um produto essencial na programação de qualquer canal. José Louzeiro e Regina Braga apresentaram a sinopse de algo até então inédito na televisão brasileira: uma novela que contaria quase em tempo real os acontecimentos relacionados a política nacional, no caso o governo desastroso de Fernando Collor.
Além disso, a novela era inspirada nos mocumentário, misturando a parte dramarúrgica com depoimentos de jornalistas e gravações reais do governo Collor. Prevendo que haveria processos, Adolpho Bloch pediu aos autores que mudassem os nomes dos personagens reais para nomes fictícios e contratou uma advogada para auxilia-los na parte burocrática. Na ocasião, a Folha de S.Paulo alegou que a novela era um formato inédito e pioneiro, que poderia mudar os rumos da dramarurgia nacional.
Segundo o portal Teledramaturgia, os personagens inspirados em figuras reais foram:
| Personagem e intérprete                    | Personalidade referenciada                           |
| ------------------------------------------ | ---------------------------------------------------- |
| André (Alexandre Borges)                   | Jorge Bandeira, motorista de PC Farias               |
| Dr. Paulo (Antônio Petrin)                 | PC Farias, chefe de campanha de Collor               |
| Elle (Hélcio Magalhães)                    | Fernando Collor                                      |
| Ella (Vânia Bellas)                        | Rosane Collor, primeira dama                         |
| Egberto (José Dumont)                      | Eriberto França, motorista de Collor                 |
| Felícia (Jussara Freire)                   | Denilma Bulhões, assessora de Rosane Collor          |
| Carlos Alberto (Rubens Corrêa)             | Pedro Luís Rodrigues, assessor de imprensa de Collor |
| A “atriz de coxas grossas” (Lúcia Canário) | Cláudia Raia, amiga e apoiadora de Rosane e Collor   |

### Processo e proibição de exibição
Ao saber da produção da novela, Fernando Collor entrou com um recurso na justiça para impedir sua exibição, alegando que sua honra seria manchada por "danos irreparáveis". Após uma disputa de liminares, a justiça favoreceu o ex-presidente cassado e a novela foi censurada e proibida de ir ao ar em decisão tomada no sábado 24 de julho de 1993, porém a emissora só foi notificada na segunda-feira 26 de julho às 18h, duas horas antes da estreia, quando o elenco já estava todo reunido em uma festa para assisti-la. Os advogados do canal tentaram derrubar a liminar na mesma hora, fazendo com que o Jornal da Manchete fosse prolongado por mais 30 minutos enquanto tudo estava sendo resolvido no tribunal, porém a justiça recusou o recurso e a proibição continuou. Com isso, a minissérie americana A Chave para Rebeca foi ao ar no horário às pressas.
Em janeiro de 1994, os advogados da Manchete conseguiram liberação para exibir a novela com cortes e uma prévia supervisão judicial, porém Adolpho Bloch desistiu de produzi-la quando soube que a equipe de Collor iria recorrer novamente e isso poderia fazer a obra sair do ar pela metade. Os autores já tinham escrito 80 capítulos e 15 estavam gravados. Em 1999, após a falência da Manchete, a Folha de S.Paulo revelou em reportagem que as fitas da novela foram escondidas por Adolpho Bloch de tal modo que nunca mais soube-se do seu paradeiro. O ex-diretor da Manchete, Fernando Barbosa Lima, afirmou que o próprio Adolpho decidiu guardar as fitas em local secreto, com medo de que fossem roubadas e destruídas à mando de Collor.
Apenas em abril de 2022 dois capítulos da novela foram disponibilizados no YouTube após membros do Canal Memória conseguirem o conteúdo com um produtor que trabalhou na equipe.

## Enredo
Mariana é uma jornalista política que começa a ser perseguida após escrever matérias criticando o confisco das contas-poupança da população pelo presidente Elle. Ela descobre um plano de golpe de estado para manter o presidente no poder por 30 anos arquitetado pelo gabinete dele: o lobista Paulo Faria, que compra e intimida quem for necessário; os assessores parlamentares Carlos Alberto e Felícia, que fazem tudo por dinheiro; a promotora de eventos Gilda, que também fornece prostitutas aos poderosos; e o segurança e assassino Lucio.
Com seu chefe, Osório, comprado pelo governo, Mariana corre contra o tempo para desmascarar o golpe com a ajuda do fotojornalista Tato, porém nem imagina que o próprio namorado, André, está envolvido neste meio.

## Elenco
| Ator              | Personagem                |
| ----------------- | ------------------------- |
| Júlia Lemmertz    | Mariana Junqueira         |
| Alexandre Borges  | André                     |
| Antônio Petrin    | Dr. Paulo Faria           |
| Lúcia Alves       | Gilda Valle               |
| Jussara Freire    | Felícia da Silva          |
| Rubens Corrêa     | Carlos Alberto Lisboa     |
| Rogério Fróes     | Osório                    |
| Hélcio Magalhães  | Elle Castro de Maio       |
| Vânia Bellas      | Ella Castro de Maio       |
| Ivan Setta        | Lucio C. Vulgo            |
| Antônio Pitanga   | Tato                      |
| Iracema Starling  | Adriana Nogueira          |
| José Dumont       | Egberto                   |
| Wálter Francis    | PC                        |
| Marcélia Cartaxo  | Personagens desconhecidos |
| Henrique Pires    | Personagens desconhecidos |
| Romeu Evaristo    | Personagens desconhecidos |
| Hélio Souto       | Personagens desconhecidos |
| João Signorelli   | Personagens desconhecidos |
| Flávio São Thiago | Personagens desconhecidos |
| Paula Pereira     | Personagens desconhecidos |
| Ângela Correa     | Personagens desconhecidos |
| Carmem Figueira   | Personagens desconhecidos |
| Marcos Oliveira   | Personagens desconhecidos |

### Participações especiais
| Ator                 | Personagem                 |
| -------------------- | -------------------------- |
| Luiz Armando Queiroz | Narrador no 1º capítulo    |
| Ângela Leal          | Cida                       |
| Lúcia Canário        | A "Atriz de Coxas Grossas" |